# Melanie Miehl
Melanie Miehl (* 1972) ist eine deutsche Islamwissenschaftlerin. Von 2003 bis 2008 war sie christliche Vorsitzende des Dachverbands Koordinierungsrat des christlich-islamischen Dialogs (KCID) in Deutschland. 

## Werdegang
Miehl studierte Islamwissenschaft und arbeitet als freie Referentin auf Tagungen und Kongressen kirchlicher, islamischer und säkularer Organisationen sowie als Beraterin zu Islam- und Dialogthemen. Sie ist Autorin mehrerer Bücher und Schriften über den Islam und den christlich-islamischen Dialog.
Seit 1998 gehörte Miehl dem Vorstand der Christlich-Islamischen Gesellschaft an. Gemeinsam mit dem Muslim Murat Aslanoğlu war sie von dessen Gründung 2003 bis 2008 Vorsitzende des KCID und war dort auch im Christlich-Islamischen Dialogforum aktiv. Nachfolger im Amt des Vorsitzenden wurde Thomas Lemmen, mit dem Miehl verheiratet ist. Sie vertritt ihre Standpunkte zu Dialogthemen und den KCID zudem in Fernseh- und Zeitungsinterviews sowie in Gesprächen mit Kirchenvertretern und Politikern. Sie ist Angehörige der dominikanischen Laiengemeinschaft.

## Veröffentlichungen
- Melanie Miehl: Mohammed. Gütersloher Verl.-Haus, Gütersloh 2000, ISBN 3-579-00653-3, S. 94.
- Melanie Miehl: 99 Fragen zum Islam. Gütersloher Verl.-Haus, Gütersloh 2001, ISBN 3-579-01203-7, S. 143.
- Thomas Lemmen, Melanie Miehl: Miteinander leben : Christen und Muslime im Gespräch. Gütersloher Verl.-Haus, Gütersloh 2001, ISBN 3-579-00749-1, S. 142.
- Thomas Lemmen, Melanie Miehl: Islamisches Alltagsleben in Deutschland. Friedrich-Ebert-Stiftung, Bonn 2001, ISBN 3-86077-886-2, S. 110 (fes.de).
- Melanie Miehl: Der Islam : die 100 wichtigsten Daten. Gütersloher Verl.-Haus, Gütersloh 2004, ISBN 3-579-01391-2, S. 127.
- Melanie Miehl, Trad.: Nélio Schneider: O que é o Islã? : perguntas e respostas. Ed. Sinodal, São Leopoldo 2005, ISBN 85-233-0776-1, S. 135.